# 1669年埃特納火山噴發

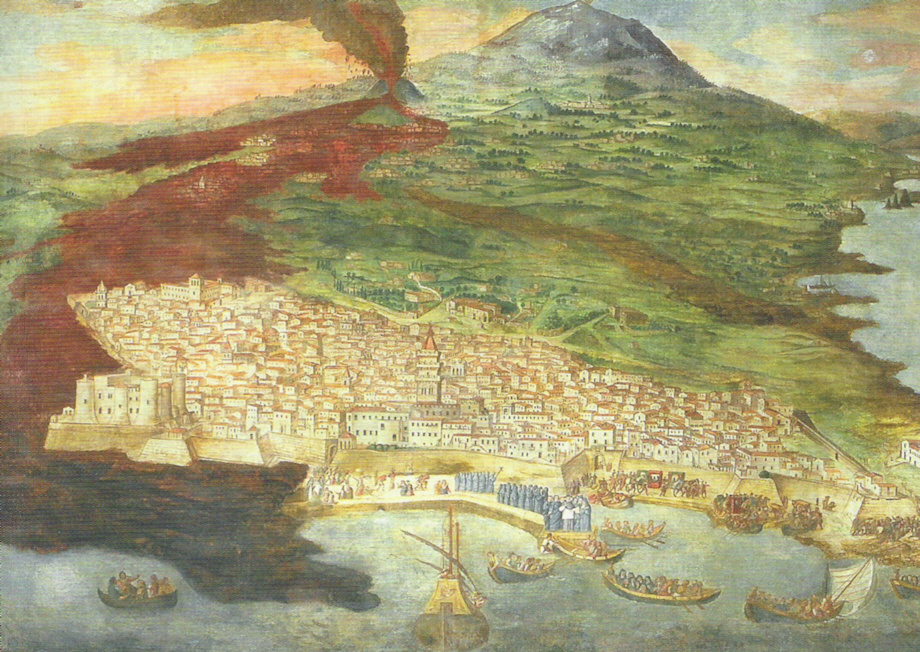
描繪1669年埃特納火山噴發的壁畫

1669年埃特納火山噴發是指在1669年，義大利西西里島東海岸的埃特納火山噴發，這是有紀錄以來規模最大、最具破壞性的火山噴發。在最初幾週，埃特納火山附近不斷發生地震活動，尼科洛西和其他城市遭到破壞。到了3月10日至3月11日晚間，埃特納火山東南側出現裂縫噴發口。3月11日，數處裂縫噴發口開始變得活躍，由噴發口噴出的火山碎屑岩和火山噴發碎屑落在西西里島上空，並累積形成火山渣錐。在3月至4月期間，由埃特納火山裂縫噴發口噴出的熔岩逐漸向南流動，掩埋許多城鎮和農田，最終熔岩覆蓋面積多達37平方公里至40平方公里（14平方英里至15平方英里）。
熔岩流動導致大量城鎮居民逃往卡塔尼亞尋求庇護，卡塔尼亞還舉行祈求火山噴發結束的宗教儀式。到了4月初，熔岩流開始朝著卡塔尼亞的方向流動，這導致城市出現嚴重危機，大量居民因而選擇逃離城市。在這期間，神父迭戈·帕帕拉多和其他50人曾嘗試藉由破壞熔岩以改變其流向，這也是歷史上首起改變熔岩流動方向的嘗試。儘管這項工作最初確實成功地改變熔岩的流向，但是由於方向的更改反而會威脅到另一個城鎮，使得該城鎮的居民將帕帕拉多等人趕走。最終熔岩還是恢復原先朝向卡塔尼亞的流動方向。
到了4月16日，熔岩流抵達卡塔尼亞城牆。由於城牆擋住熔岩流動，這些熔岩到達，開始流入伊奧尼亞海。在兩週多後，部分熔岩越過城牆，對於卡塔尼亞造成部分的破壞。整起火山噴發災害在同年7月中旬結束。1669年埃特納火山的噴發並無已經確認的死亡人數，但是附近數十個城鎮、卡塔尼亞部分地區和農田遭到熔岩流、及伴隨噴發的地震摧毀或掩埋。在這期間，埃特納火山爆發的消息甚至遠傳至北美地區。許多同一時代的人都描述這一事件，這也導致人們對於埃特納火山活動的興趣有所增加。

## 外部連結
- Simulation of a present-day repeat